# 알레한드로 아구스틴 라누세
알레한드로 아구스틴 라누세 헤이(스페인어: Alejandro Agustín Lanusse Gelly, 1918년 8월 28일 ~ 1996년 8월 26일)는 아르헨티나의 군인이자 정치인으로, 아르헨티나의 제38대 대통령이다.